# Escudo de Anglesola

Representación del escudo de armas municipal de Anglesola.

El escudo de armas de Anglesola es un símbolo del municipio español de Anglesola y se describe, según la terminología precisa de la heráldica, por el siguiente blasón:

«Escudo en losange de ángulos rectos: de oro, tres fajas vibradas de sable. Al timbre, una corona de marqués.»

## Diseño
La composición está formada sobre un fondo en forma de cuadrado apoyado sobre una de sus aristas (escudo de ciudad o embaldosado) según la configuración difundida en Cataluña al haber sido adoptada por la administración en sus especificaciones para el diseño oficial, de color amarillo vivo (oro), y distribuidas sobre el fondo, tres franjas horizontales cuyos perfiles exteriores se hallan formados por dientes angulados (fajas vibradas) de color negro (sable).
El escudo está acompañado en la parte superior de un timbre en forma de corona de marqués, ya que el municipio fue el centro de un marquesado.

## Historia
Este blasón fue aprobado el 20 de mayo de 1994 y publicado en el DOGC nº 1.906 de 8 de junio del mismo año.

Escudo de Armas de los Anglesola, antiguos señores jurisdiccionales del municipio de Anglesola.

Se trata de armas arqueológicas de vasalleje. El escudo de oro con tres franjas vibradas son las armas de los Anglesola, barones de Anglesola, el centro de la cual estaba en el pueblo. La baronía fue fundada en 1079 por Gombau de Anglesola (llamado Berenguer I), posteriormente, en 1645 elevada a marquesado, hecho que se refleja en el timbre del escudo, tal como especifica el Reglamento de los símbolos de las entidades locales de Cataluña que dice que tiene que llevar la corona correspondiente al título que ostentó el lugar.